# Straßenbahn Oldenburg

Die Wagenhalle der Straßenbahn, über die im Vordergrund sichtbare Drehscheibe konnten die Wagen ihr Depot erreichen

Die Straßenbahn Oldenburg war eine Straßenbahn in der heute niedersächsischen Stadt Oldenburg, die nur vier Jahre bestand und stets als Pferdebahn verkehrte. Von 1884 an war sie das erste öffentliche Personennahverkehrsmittel der Stadt Oldenburg, betrieben wurde sie vom Verkehrsunternehmen Oldenburger Pferdebahn AG. 1888 wurde sie endgültig eingestellt, spätere Überlegungen zu einer erneuten Einführung wurden nie realisiert.

## Geschichte
Im Jahr 1882 beschloss der Oldenburger Stadtrat, eine Pferdebahn in Oldenburg zu bauen. In Städten wie Osnabrück existierten solche Bahnen bereits seit einigen Jahren. Realisiert wurde das Vorhaben von einem Unternehmer Leuer. Die ersten beiden Linien der Straßen-(Pferde-)bahn wurden am 13. Mai 1884, das Gesamtnetz mit drei Linien drei Tage später eröffnet. Das zur Eröffnung 4,7 Kilometer lange Netz war durchgehend eingleisig. Die Ost-West-Linie führte vom Centralbahnhof über Stau und mitten durch die Altstadt bis zu Artilleriekaserne und Zeughaus an der Ofener Straße. Die Nord-Süd-Linie führte von der Donnerschweer Straße über Pferdemarkt und Schloss bis zur Gerichtsbrücke. Eine weitere Linie führte vom Centralbahnhof zur Donnerschweer Straße. Diese wurde aber bereits am 31. Oktober 1884 eingestellt, nachdem sie zuvor bereits verkürzt wurde und am Pferdemarkt endete. Weil die Bahn für ihren Betrieb dringend städtische Zuschüsse benötigte, diese jedoch nicht bewilligt wurden, stellte die Betreibergesellschaft Oldenburger Pferdebahn AG zum Jahresende 1884 den Betrieb ein. Die Bahn wurde von den sparsamen Oldenburger Bevölkerung nicht angenommen, da diese weiterhin lieber zu Fuß liefen und die Bahn mit rund 7 km/h relativ langsam verkehrte.
Die gewählte Spurweite betrug 1435 Millimeter (Normalspur). Der Fuhrpark umfasste drei einspännige Wagen für 12 Personen und einen zweispännigen Wagen für 20 Personen. Die verwendeten Wagen besaßen vier spurkranzlose Räder, ein fünftes Rad mit Spurkranz führte den Wagen im Perambulatorbetrieb in der Schiene; bei Begegnungen wurde das fünfte Rad hochgezogen und die Wagen wichen auf dem Pflaster einander aus.
Die Stadt aber gab nicht auf und gewährte einem neuen Unternehmen einen jährlichen Zuschuss von 2200 Goldmark, nach heutiger Kaufkraft etwa 18.500 Euro, für den Weiterbetrieb der Bahnen. Am 9. April 1887 wurde der Betrieb auf drei Linien wieder aufgenommen, dabei wurde eine Strecke über den Pferdemarkt hinaus zum Lindenhof im Norden neu gebaut sowie die südöstliche Strecke ab der Gerichtsbrücke über die Cäcilienbrücke bis zum Kriegerdenkmal in Osternburg verlängert. Doch bereits am 28. November 1888 musste die mittlerweile heruntergewirtschaftete Bahn endgültig aufgeben. Schienen und Fahrzeuge wurden verkauft, mit ihnen wurde 1890 die Straßenbahn Schleswig eröffnet.
In der Vorzeit des Ersten Weltkriegs bestanden Überlegungen, in Oldenburg wieder eine Straßenbahn, diesmal jedoch eine elektrische, einzurichten. Dieser Plan wurde aber infolge der Kriegsereignisse und später wegen der Inflation wieder verworfen. Von 1936 bis 1957 verkehrten jedoch elektrische Oberleitungsbusse unter dem Namen Trollibus in Oldenburg.